# Guillemins (wijk)
Guillemins is een wijk van de Belgische stad Luik, gelegen ten zuiden van Luik-Centrum, op de linkeroever van de Maas.
De wijk ligt ingeklemd tussen de Maas en een spoorwegemplacement. Het daar aanwezige station Luik-Guillemins is -sinds 2009- een blikvanger in moderne architectuur en het belangrijkste knooppunt van Luik voor treinen, autobussen en sinds 28 april 2025 de Luikse tram.

## Etymologie
Guillemins komt van Guillaume (Willem) en wel in het bijzonder van Willem van Maleval, stichter van de kluizenaarsorde der Wilhelmieten.

## Geschiedenis
Vanouds maakte Guillemins deel uit van de wijk Avroy. In dit gebied werden door de Luikse burgerij diverse versterkte buitenplaatsen gebouwd. In 1287 vestigden zich de Wilhelmieten in Guillemins en stichtten er een klooster in een van deze buitenplaatsen. Dit klooster werd in 1789 (Luikse Revolutie) opgeheven en grond en goederen werden verkocht. In 1842 werd op deze plaats een spoorwegstation gebouwd dat de naam Guillemins kreeg. De wijk die zich in de omgeving daarvan ontwikkelde kreeg ook deze naam.
De versterkte buitenplaatsen, en ook een aantal 19e-eeuwse bouwwerken, werden geleidelijk gesloopt.
In 1874 werd de Onze-Lieve-Vrouw van de Engelenkerk in gebruik genomen, de parochiekerk van Guillemins. In de omgeving van het station, en vooral ten noorden daarvan (Rue de Guillemins) is veel middenstand (hotels, horeca) en in het zuiden heeft men herstructureringswerken uitgevoerd. Hier ontstonden het Design Station Wallonia (2014), de 115 meter hoge Tour Paradis (2015) en werd de Passerelle La Belle Liégeoise (2016) aangelegd die Guillemins met het Parc de la Boverie op het eiland Outremeuse verbindt.

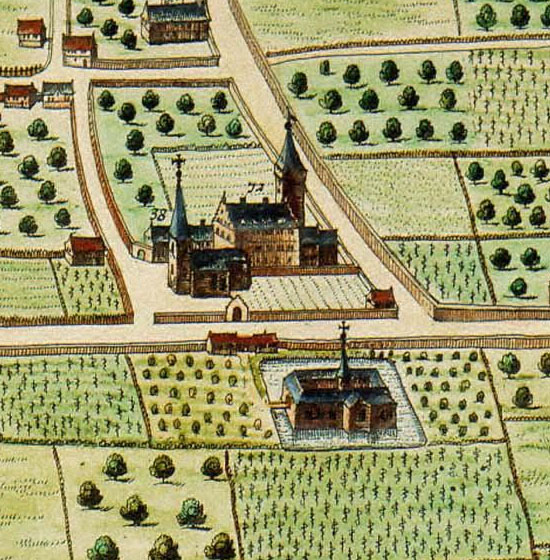
Gezicht op Avroy (1649) met op de voorgrond het Wilhelmietenklooster
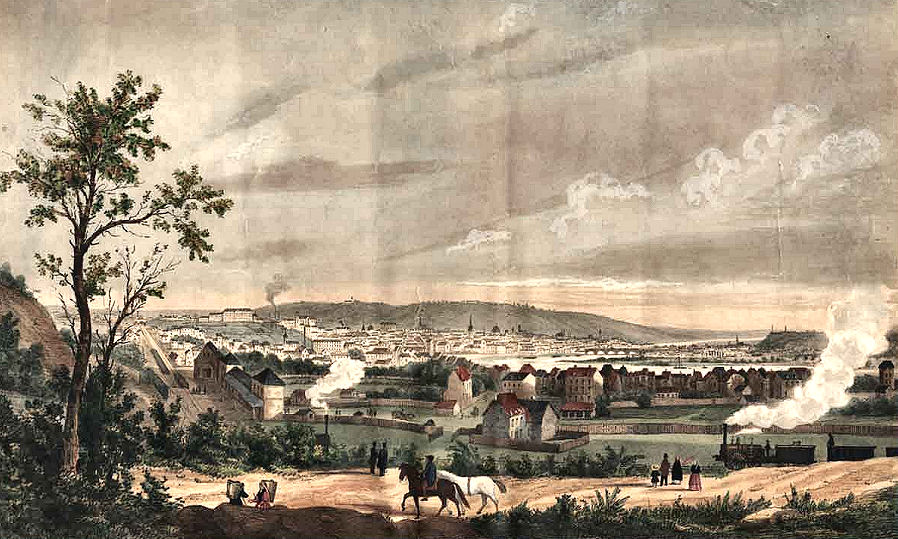
Guillemins in 1845

## Geografie
Guillemins is een wijk (quartier) van Luik, en het ten noorden ervan gelegen Avroy is een buurt (sous-Quartier) van Luik-Centrum. In het westen ligt de wijk Cointe en in het zuiden het terrein van de voormalige Abdij van Val-Benoît, en Sclessin. Tegenover Guillemins, op de rechter Maasoever, vindt men Outremeuse, Fétinne, en de wijk Kinkempois, onderdeel van Angleur.